# Mendonça Filho
José Mendonça Bezerra Filho (Recife, 12 de julio de 1966) es un político brasileño, que fue brevemente gobernador de Pernambuco. Es miembro del partido Demócratas.
Antes de alcanzar el puesto de gobernador, fue diputado estadual por dos mandatos, secretario estatal de Agricultura, diputado federal y vicegobernador por dos estados. En abril de 2006 fue nombrado gobernador tras la renuncia de Jarbas Vasconcelos, que luchaba por un puesto en el Senado de Brasil. Permanecería nueve meses en el cargo.
En las elecciones a la gobernadoría, Mendonça perdió ante Eduardo Campos, pese a ganar en la primera vuelta, ya que solo obtuvo el 34,64% de los votos en la segunda vuelta frente a los 65,36% de Campos.

## Ministerio de Educación
El 12 de mayo de 2016 fue nombrado ministro de Educación José Mendoça Bezerra Filho (DEM-PE), dentro del primer Gobierno del presidente interino Michel Temer.